# Claus Rixen
Claus Rixen (* 14. Februar 1764 in Bokel (bei Rendsburg) im Kirchspiel Nortorf; † 20. November 1843 in Klausdorf im Kirchspiel Dänischenhagen) war ein deutscher Lehrer.

## Leben und Wirken
Claus Rixen war ein Sohn des Lehrers Henrich Rixen († 4. April 1806 in Mühbrook) und dessen Ehefrau Liesbeth, geborene Krohn, oder Elisabeth, geborene Trede. Er wurde in dörflichen Verhältnissen groß und arbeitete ab 1779 als Gehilfe eines Schullehrers, ggf. bei seinem Vater. Ab ungefähr 1782 ging er auf ein Seminar für Schullehrer in Kiel. Er lernte bei Heinrich Müller, der seinerzeit eine vergleichsweise sehr gute Ausbildung bot. Im Frühjahr 1785 verließ er das Lehrerseminar und arbeitete als Lehrer und Organist in Flintbek. Hier versuchte er sofort, die Schulverhältnisse zu verbessern. Er bot erstmals in den Sommermonaten Unterricht an und folgte den Ideen seines Kieler Lehrers Philipp Ernst Lüders, den Bauern beizubringen, als Nebenerwerbsquelle Obst anzubauen.
Rixen gründete eine der ersten dörflichen Lesegesellschaften Schleswig-Holstein, die nach seinem Fortgang wieder schließen musste. 1787 wechselte er auf eine besser bezahlte Lehrstelle in Klausdorf im Gut Knoop. Hier unterrichtete er bis Lebensende und verließ den Ort nur für kleinere Reisen. In Knoop versuchte Heinrich Friedrich von Baudissin und seine Gattin Caroline von Schimmelmann und deren Freunde und Verwandten, das Leben der Bauern zu verbessern. Hierfür gründeten sie bspw. einen landwirtschaftlichen Musterbetrieb und eine neue Schule in Klausdorf. Rixen hatte sich Flintbek als tüchtiger Lehrer erwiesen, der Reformen befürwortete. Er war der Meinung, dass die Dorfschule auch als „praktische Schule der Landwirtschaft“ dienen sollte. Daher freute er sich über den Ruf des Grafen nach Klausdorf. Er versuchte beständig, ertragreichere Pflanzen anzubauen und gab Hinweise zu verschiedenen Nebenerwerbsmöglichkeiten. 
1791 schrieb von Schimmelmann das pädagogische Lesebuch „Die Dorfgesellschaft“. Eine der Hauptfiguren stellte neben der Gräfin ein „Schulmeister“ dar, der ein Helfer und Berater war, der einvernehmlich mit ihr arbeitete. Teile dieses Buches kamen von Rixen selbst.
August Christian Niemann sagte, dass Rixen einer der ersten Personen außerhalb seines eigenen Freundeskreises gewesen sei, der Niemanns Idee einer aufklärerischen Zeitung gefördert habe. Rixen gehörte zu den ersten Mitarbeitern der „Schleswig-Holsteinischen Provinzialberichte“. Von 1787 bis 1795 und 1811/12 schrieb er viele Texte zu praktischen Fragen der Landwirtschaft und zur Verbesserung des Lebens auf dem Land. Gemeinsam mit dem Pastor Georg Hinrich Panitz aus Dänischenhagen gab er 1792/93 den „Volksfreund“ heraus. Es handelte sich hierbei um ein „Lesebuch für den Bürger und Landmann“. Eigene Texte Rixens sind hier jedoch nicht zu finden.
Rixen galt aufgrund seiner Publikationen als renommierter Fachmann. Dies galt insbesondere für Einsatz für den Abbau von Mergel. Er wurde bei der Suche nach ergiebigen Mergelgruben oftmals um Rat gefragt. 1806 reiste er daher nach Mecklenburg und Vorpommern, 1810 nach Fünen und Seeland. Rixen hatte schnell Kontakt mit Albrecht Daniel Thaer. Dieser stattete Rixen 1798 einen Besuch ab und sprach später äußerst positiv über die Reformansätze auf Gut Knoop. Rixen schrieb danach mehrere Artikel, die in Thaers Agrarfachzeitschriften erschienen. Vermutlich Thaer regte Rixen 1799 an, in die Braunschweig-Lüneburgische Landwirtschaftsgesellschaft in Celle einzutreten.
Rixen galt als hilfsbereite und bescheidene Person, die lebenslang gewissenhaft beobachtete. Albrecht Thaer urteilte 1800 in den „Annalen der Niedersächsischen Landwirtschaft“: „Wer bey den Bauern Gutes wirken will, muß mehr, wie jedwer andre, seine Belohnung in sich selbst suchen, und in der Überzeugung, daß er das Gute blos um des Guten willen tue. Und so ein Mann scheint mir Herr Rixen zu seyn“. Bis Lebensende schrieb er Aufsätze über volkspädagogische, praktische Ansätze für Reformen. Im späten 19. Jahrhundert  beschäftigte er sich insbesondere mit der historischen Heimatkunde.
1817 erhielt Rixen die Verdienstmedaille der Schleswig-Holsteinischen Patriotischen Gesellschaft.

## Familie
Rixen heiratete in erster Ehe Charlotte Juliane Dahl (* 1750; † 27. Juli 1813 in Klausdorf). Aus dieser Ehe stammten zwei Kinder. Danach heiratete er am 24. Dezember 1813 in Dänischenhagen Christine Dorothea Meyer (* 18. Februar 1794 in Klausdorf; † 28. Dezember 1858 ebenda). Ihr Vater Wilhelm Meyer war ein Klausdorfer Hufner. Aus der zweiten Ehe stammten zehn Nachfahren. 1835 lebten hiervon noch sechs Töchter und zwei Söhne. Der Sohn Joseph (* 26. November 1814; † 1. März 1850) arbeitete von 1841 bis 1843 als Gehilfe seines Vaters. Anschließend wurde er Lehrer in Plügge.